# Thierry Aubin
Thierry Aubin (6 de maio de 1942 — 21 de março de 2009) foi um matemático francês.
Trabalhou no Centro de Matemática de Jussieu nas áreas de geometria de Riemann e equações diferenciais parciais não-lineares
Foi eleito para a Académie des Sciences em 2003.

## Publicações
- Nonlinear Analysis on Manifolds. Monge–Ampere Equations ISBN 0387907041
- A Course in Differential Geometry ISBN 082182709X
- Some Nonlinear Problems in Riemannian Geometry ISBN 3540607528